# 霍尔迪·费龙
霍尔迪·费龙（西班牙語：Jordi Ferrón，1978年8月15日—），西班牙男子足球运动员，司职中场、后卫。他曾代表西班牙国奥队参加2000年夏季奥林匹克运动会足球比赛，获得一枚银牌。

## 外部連結
- 霍尔迪·费龙在国际奥林匹克委员会的资料